# Autonomia privata
Il concetto di autonomia privata è di difficile definizione, poiché non è un concetto primitivo o intuitivo, e nell'ordinamento non viene definito in modo diretto. Nell'accezione filologica, la parola autonomia deriva dal greco e significa darsi delle regole, impegnarsi, autovincolarsi. Di qui la definizione di autonomia privata come sinonimo di "libertà di contrarre (nei limiti previsti dall'ordinamento)" oppure di comportamento volontario e libero ma "funzionale", cioè finalizzato alla realizzazione degli interessi del soggetto che ne è titolare.
Peraltro, il concetto di autonomia privata può essere definito anche attraverso il collegamento con la nozione di negozio giuridico, come potere, di cui è titolare un soggetto, di regolare da sé i propri interessi attraverso lo strumento ordinario del negozio.
La presenza dell'aggettivo "privata" potrebbe far pensare, in un primo momento, che il suddetto potere di autodisciplina sia riservato esclusivamente al privato, cioè al singolo, e non anche ai soggetti pubblici. In realtà, tale potere, spetta sia a soggetti singoli sia pubblici, sicché sarebbe meglio parlare, secondo alcuni Autori, di autonomia negoziale per tutti i soggetti che agiscono iure privatorum. In altre parole, l'autonomia negoziale è uno schema neutro, suscettibile di realizzare interessi sia di natura privata (riconducibili nell'area del diritto comune) sia di natura pubblica.

## L'autonomia privata nella Costituzione italiana
La Corte costituzionale, in alcune pronunce degli anni '60, ha chiarito che l'autonomia negoziale non è un valore costituzionalmente tutelato di per sé, ma invece risulti essere solo una delle possibili manifestazioni del potere di decidere della propria sfera giuridica personale e patrimoniale. Quindi, tale figura, riceve dalla Costituzione una tutela solo indiretta, come oggetto della libertà di iniziativa economica ai sensi dell'art. 41, con la quale non coincide ma con il quale si pone in rapporto strumentale.
La Corte costituzionale ha anche precisato che la libertà di iniziativa economica, e con essa l'autonomia privata, devono cedere il passo di fronte a motivi di ordine superiore: nell'attuale ordinamento giuridico non ha più riscontro l'idea secondo la quale solo ed esclusivamente l'individuo può essere arbitro assoluto della sorte dei suoi rapporti: al singolo è riconosciuta libertà di azione ma entro determinati limiti.

## Autonomia privata contro autonomia contrattuale
Autonomia privata ed autonomia contrattuale non sono termini equivalenti: quest'ultima si esplica prevalentemente (ma non esclusivamente) nella libertà contrattuale, sia pure estesa al diritto di famiglia e al diritto successorio. Sono infatti espressione di autonomia contrattuale il testamento, la procura e la remissione del debito; non lo sono gli atti unilaterali, perché questi sono rigidamente disciplinati dal Codice civile e non c'è alcuno spazio per la libertà dei soggetti di modificare gli schemi tipici al fine di adeguarli alle proprie esigenze personali.
L'autonomia privata esprime una fenomenologia molto più articolata, che investe anche attività extra-negoziali (ad es. ricreative, educative, ecc.), poteri di normazione privata (ad es. sistemi sanzionatori privati) e libertà matrimoniale, questo, solo per citare alcuni settori di relazioni intersoggettive non contrattuali.

## Limiti dell'autonomia privata
Fondamentale è il dibattito sui limiti dell'autonomia privata in ordine alla disciplina pattizia.
La roccaforte ideologica del diritto privato è il "principio di libertà contrattuale", esaltato dalle teorie neo-liberiste ed informato alla più ampia autonomia delle parti, il cui corollario più noto è il principio consensualistico.
La libertà contrattuale, di origine ottocentesca e giusnaturalistica, si manifesta in varie forme consentite dal Codice civile:
- libertà di concludere o meno un negozio
- libertà di fissare il contenuto di un negozio
- libertà di scegliere l'altro contraente
- libertà di creare figure negoziali atipiche
- libertà di farsi sostituire nell'attività giuridica
- libertà di scelta della struttura negoziale
- libertà di paralizzare, differire e anche annullare gli effetti negoziali

È facile descrivere le origini dell'autonomia privata, o autonomia negoziale, cioè del libero gioco delle parti nell'operazione economica. È altrettanto facile capire che il limite primario di tale autonomia è la giustizia sociale: dove finisce la prima, inizia la seconda.

### Limiti all'autonomia contrattuale
L'autonomia negoziale incontra numerosi limiti legali, posti sotto forma di obblighi o divieti: obblighi legali a contrarre, divieti di interposizione fittizia di persona, nullità parziali, divieto di commercio di sangue, ecc. Al singolo è riconosciuto il potere di darsi un assetto di interessi programmato soltanto se, tale potere, non diviene strumento di abuso in danno di altri, cioè nel pieno rispetto del principio di solidarietà sociale cristallizzato nell'art. 2 della Costituzione.

#### Tutela del contraente debole
Il legislatore è spesso intervenuto, in materia di autonomia contrattuale per difendere il cosiddetto contraente debole, cioè il soggetto che è considerato più in difficoltà, per ragioni di carattere economico sociale, all'interno del sinallagma.
Nel contratto di locazione, gli interventi, sono stati molti, giungendo a limitazioni dell'autonomia contrattuale quasi estreme, che però hanno permesso di evitare gravi situazioni di tensione sociale dovute dall'aumento dei prezzi. La legge si è spinta al punto di prorogare la durata del contratto ormai giunto al termine, per periodi spesso molto lunghi, oppure imponendo un prezzo con il cosiddetto equo canone.
In tema di clausole abusive del contratto stipulato tra imprenditore e consumatore, il legislatore ha utilizzato due tipi di intervento, il primo 'formale', richiedendo la doppia firma, quindi la specifica approvazione di tali clausole qualora poste in contratto; il secondo 'sostanziale' prevedendo l'inefficacia di tali clausole.
| Controllo di autorità | Thesaurus BNCF 24118 · GND (DE) 4047285-1 |